# Paolo Segneri der Jüngere
Paolo Segneri SJ (* 18. Oktober 1673 in Rom; † 15. Juni 1713 in Senigallia) war ein italienischer Jesuit und Volksmissionar. Zur Unterscheidung von seinem Onkel Paolo Segneri dem Älteren (1624–1694), ebenfalls Jesuit, wird er Paolo Segneri der Jüngere genannt.

## Leben
Paolo Segneri studierte Theologie am jesuitischen Collegio Romano und trat am 25. Mai 1689 in Rom in den Jesuitenorden ein. In der Zeit der Gegenreformation wirkte er als Volksmissionar, vor allem in der Toscana und in der Emilia. Dabei bediente er sich der von seinem Onkel entwickelten Vorgehensweise: Die Volksmissionen zur Glaubenserneuerung fanden auf dem Lande an einem zentralen Ort statt, Elemente waren Prozessionen, Bußgottesdienste und Predigten im Freien.
Segneri war befreundet mit dem Theologen Lodovico Antonio Muratori, der seine Arbeit schätzte und seine Werke herausgab. Muratori würdigte die tiefgreifende Wirkung von Segneris volksmissionarischer Arbeit, die zahlreiche Bekehrungen bewirkt habe; er kritisierte allerdings eine Überbetonung der Marien- und Heiligenverehrung in den Predigten des Jesuiten. Der Kirchenhistoriker Herman H. Schwedt nennt Segneri einen „heiligmäßigen und erfolgreichen Prediger“.

## Werke
- Dell'amore di Dio e dei mezzi per conquistarlo. Lucca 1707
- Esercizi spirituali. Hrsg. von Lodovico Antonio Muratori, Modena 1720 (deutsch: München 1772, Augsburg 1794, Friedberg 1795)
- Opere postume. 3 Bände, Bassano 1795, Turin 1857; Hrsg. von F. Carraro